# شهرستان ایلیشفسکی
شهرستان ایلیشفسکی (به لاتین: Ilishevsky District) یک شهرستان در روسیه است که در باشقیرستان واقع شده‌است.